# Дзелзава
Дзе́лзава (латыш. Dzelzava) — населённый пункт в Мадонском крае Латвии. Административный центр Дзелзавской волости. Находится на региональной автодороге P83 (Лубана — Дзелзава). Расстояние до города Мадона составляет около 25 км. В километре к югу находится платформа Дзелзава на железнодорожной линии Плявиняс — Гулбене. По данным на 2015 год, в населённом пункте проживал 371 человек. 
В селе находится поместье Дзелзава, построенное 1767 году в барочном стиле. Поместье пострадало от пожара во время революции 1905 года, но вскоре было восстановлено. С 1940 года здесь располагается начальная школа.

## История
В советское время населённый пункт был центром Дзелзавского сельсовета Мадонского района. В селе располагалась центральная усадьба колхоза «Дзелзава».